# Vloed
Vloed is een fase van het getij waarbij het water van de zee opkomt of rijst. De fase van afgaand of dalend water heet eb.
Zowel vloed als eb ontstaan onder invloed van de massa van de Maan en de Zon. Tijdens vloed komen hoger gelegen gedeelten van de kust onder water te staan. Grote zandplaten, zoals in de Waddenzee, de Oosterschelde of de Voordelta, die bij laagwater droogvallen, lopen bij vloed weer onder. Een geleidelijk naar zee aflopende kuststrook, zoals bij een strand, wordt smaller. De waterstand die aan het einde van de vloedperiode bereikt is, heet hoogwater of hoogtij.
De hele periode van rijzend water, dus meteen vanaf het moment van laagwater, heet vloed. Het tijdsverschil tussen het begin van de ene vloed en het begin van de daaropvolgende vloed is gemiddeld 12 uur en 25 minuten.
Bij volle maan en nieuwe maan zijn de getijkrachten sterker. Als gevolg daarvan komt het hoogwater in de dagen direct daarna sneller op en bereikt het een hogere stand. We spreken dan van springvloed. De watersnood van 1953 werd veroorzaakt door een stormvloed als gevolg van een zware noordwesterstorm, in combinatie met springvloed.
Een tsunami is een vloedgolf die meestal door een aardbeving of een aardverschuiving wordt veroorzaakt en met het getij verder niets te maken heeft.

## Vloed aan de kust
Door de lichte helling van een strand verplaatst de grens van de zee zich bij opkomend tij over een grote afstand. Bepaalde plaatsen, zoals strandbanken aan de zeezijde van een zwin, kunnen daarbij ingesloten raken door het opkomende water. Ter hoogte van Mont Saint-Michel in Frankrijk kan het water opkomen met de snelheid van een rennend paard.

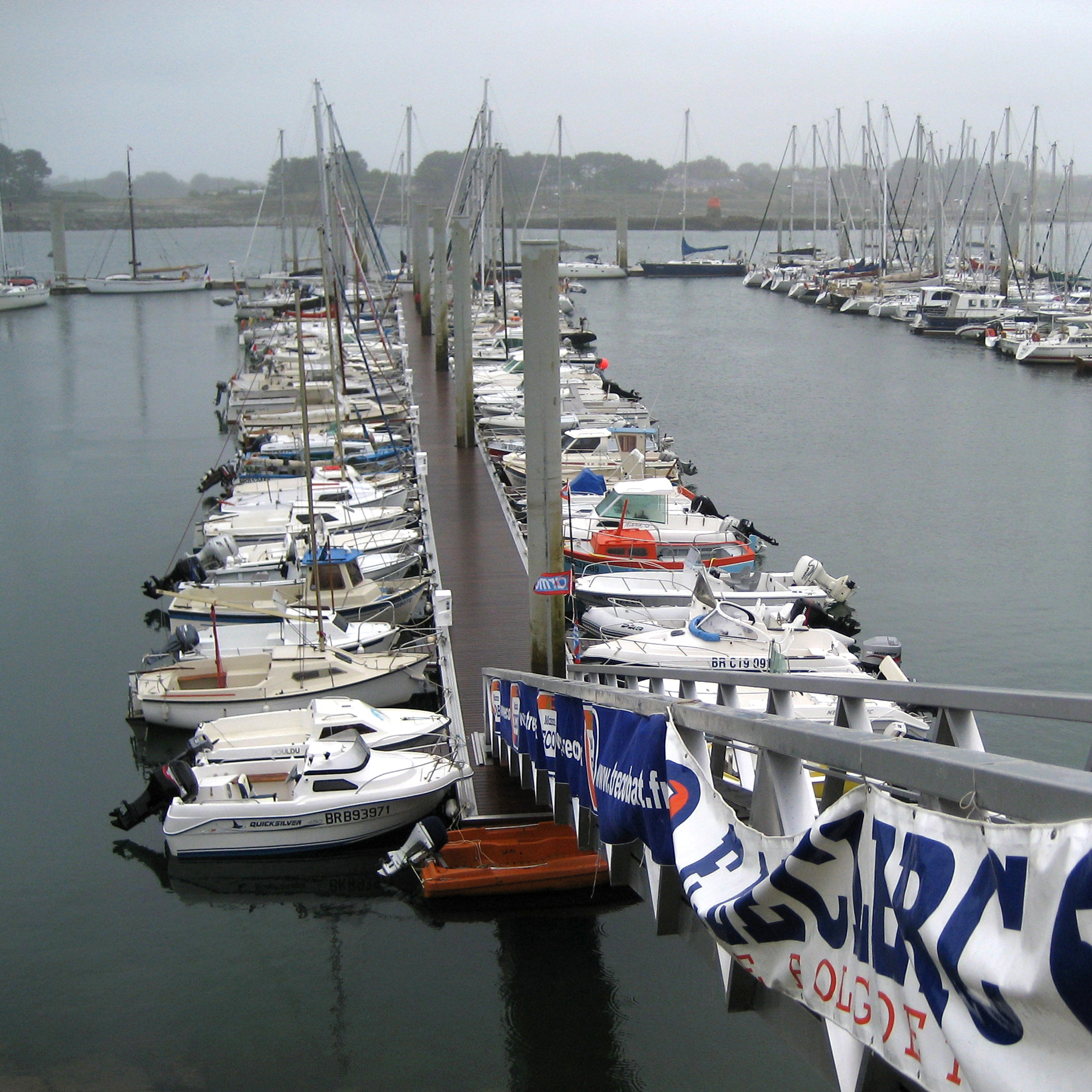
Drijvende pier in Aber-Wrac'h, Bretagne, bij laagwater
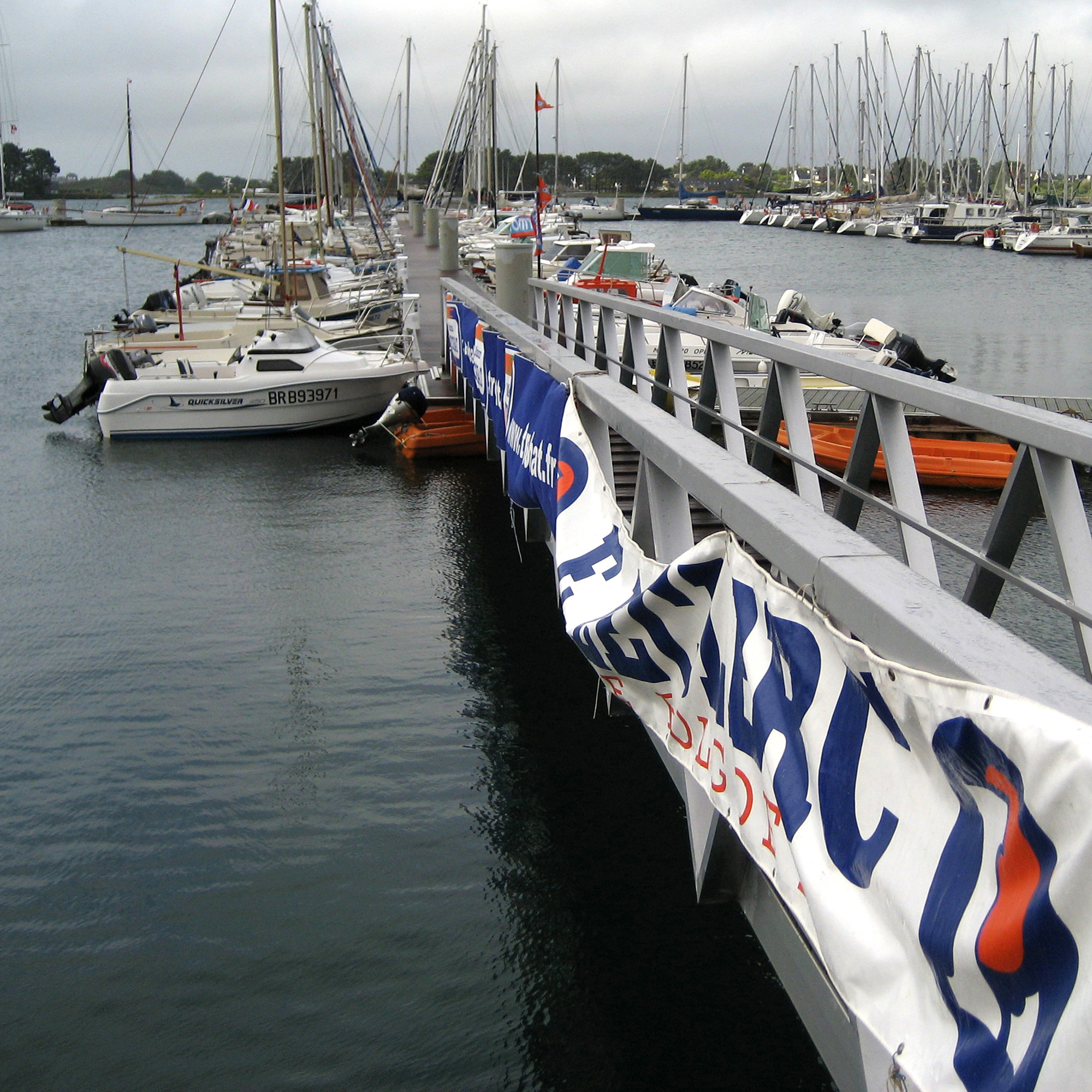
Zelfde plek bij hoogwater
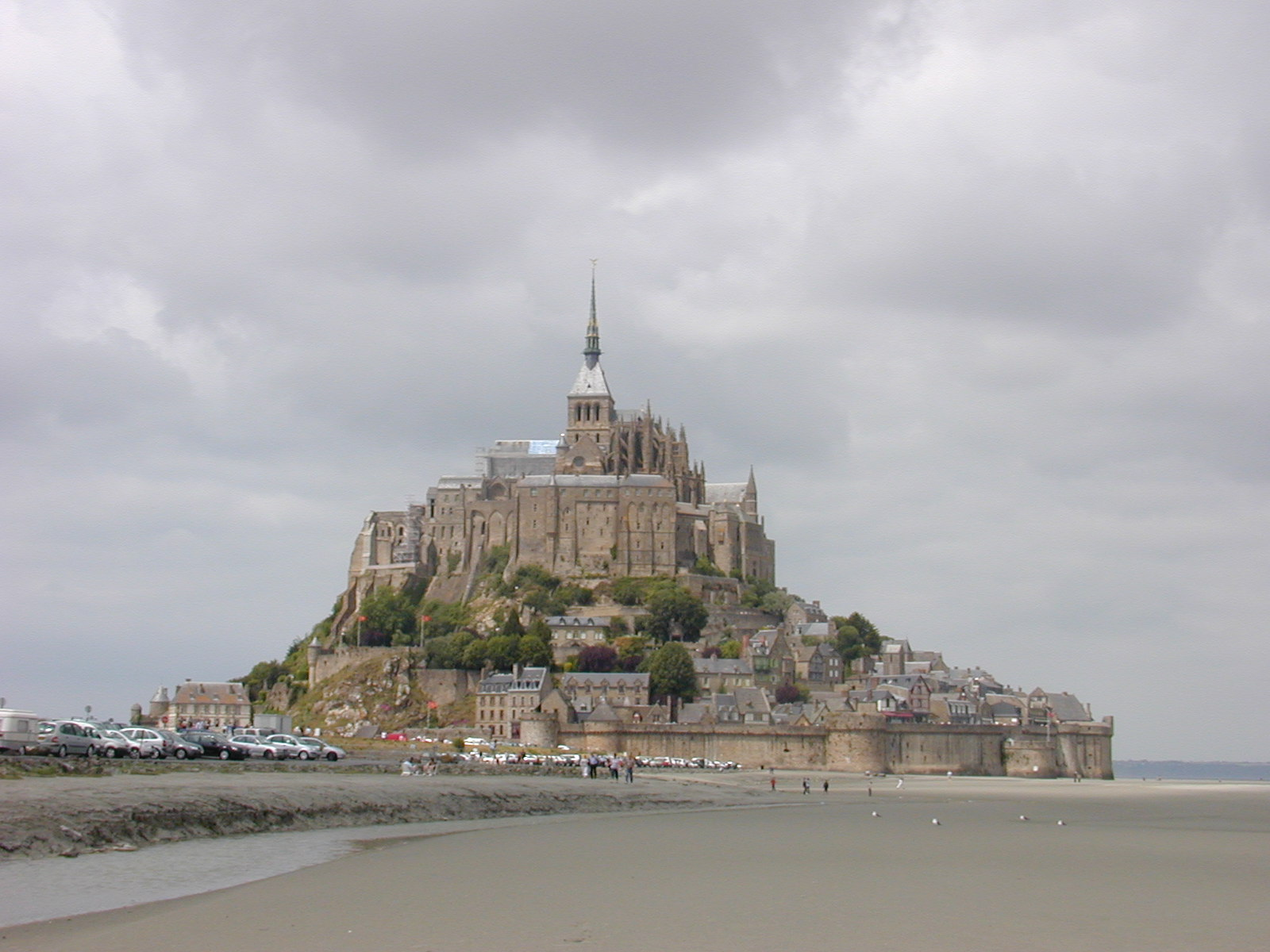
Zicht op Mont Saint-Michel bij laagwater
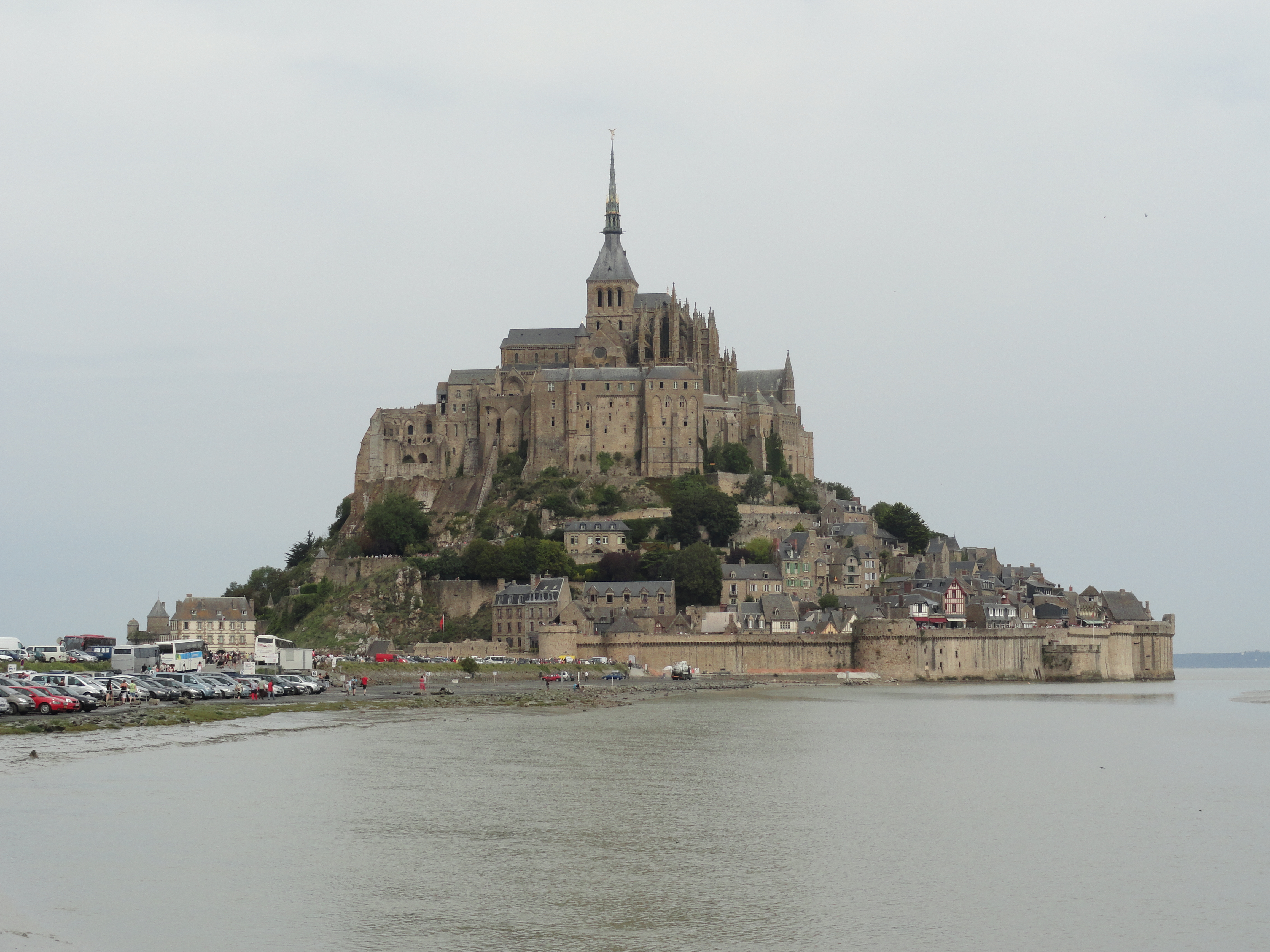
Mont Saint-Michel bij hoogwater